# Эстерхази, Мартон
Мартон Эстерхази (род. 9 апреля 1956, Будапешт, Венгрия) — бывший венгерский профессиональный футболист, нападающий.
На протяжении профессиональной карьеры с 1975 по 1994 г. выступал за различные клубы из Венгрии, Греции, Австрии и Швейцарии. Трёхкратный чемпион Венгрии.
Выступал за сборную Венгрии по футболу.
С 2007 года является контролёром УЕФА.

## Карьера
Эстерхази начал свою карьеру в чемпионате Венгрии, где он последовательно выступал за «Будафоки», «Ференцварош» и «Гонвед».
В 1984 году его приобрел афинский АЕК. В афинском клубе ему не потребовалось много времени для адаптции. В середине 80-х вместе с Томасом Мавросом и Хоканом Сандбергом они составили трио нападения АЕК.
Одним из самых ярких моментов в его карьере стал матч против мадридского «Реала» 18 сентября 1985 года в рамках Кубка УЕФА, в котором он забил победный гол.
В декабре 1986 года, когда его результативность начала снижаться, он покинул АЕК и присоединился к «Панатинаикосу». Он выступал за «зеленых» в течение следующих 1,5 лет, но без особого успеха. Затем он переехал в Австрию, где играл за «Казино Зальцбург».
В 1989 году переехал в Швейцарию, где выступал за «Шенуа», а затем за «Бюль». В 1994 году он завершил карьеру в «Вайсенбахе».

## Карьера в сборной
Он забил 11 мячей за национальную сборную Венгрии и был участником чемпионата мира по футболу 1986 года в Мексике, где Венгрия не смогла выйти из группы. Эстерхази забил первый гол в победном матче против Канады (2:0).

## Личная жизнь
Он является потомком венгерской дворянской семьи Эстерхази. После ухода на пенсию он, как и его брат, известный писатель Петер Эстерхази, тоже стал публиковаться.
Он также возглавляет венгерский комитет по футзалу, а в феврале 2007 года стал контролером УЕФА.

## Достижения
«Ференцварош»
- Обладатель Кубка Венгрии: 1978

 «Гонвед»
- Чемпион Венгрии (3): 1979-80, 1983-84, 1984-85
- Финалист Кубка Венгрии: 1983
- Итого: 3 трофея

## Матчи за сборную
| Матчи Мартона Эстерхази за сборную Венгрии | Матчи Мартона Эстерхази за сборную Венгрии | Матчи Мартона Эстерхази за сборную Венгрии | Матчи Мартона Эстерхази за сборную Венгрии | Матчи Мартона Эстерхази за сборную Венгрии | Матчи Мартона Эстерхази за сборную Венгрии | Матчи Мартона Эстерхази за сборную Венгрии | Матчи Мартона Эстерхази за сборную Венгрии |
| №                                          | Дата                                       | Место проведения                           | Оппонент                                   | Счёт                                       | Голы                                       | Соревнование                               |                                            |
| ------------------------------------------ | ------------------------------------------ | ------------------------------------------ | ------------------------------------------ | ------------------------------------------ | ------------------------------------------ | ------------------------------------------ | ------------------------------------------ |
| 1                                          | 31 мая 1980                                | Будапешт                                   | Шотландия                                  | 3:1                                        | -                                          | Товарищеский матч                          | 68'                                        |
| 2                                          | 04 июня 1980                               | Будапешт                                   | Австрия                                    | 1:1                                        | -                                          | Товарищеский матч                          | 60'                                        |
| 3                                          | 20 августа 1980                            | Будапешт                                   | Швеция                                     | 2:0                                        | -                                          | Товарищеский матч                          | 58'                                        |
| 4                                          | 24 сентября 1980                           | Будапешт                                   | Испания                                    | 2:2                                        | -                                          | Товарищеский матч                          | 68'                                        |
| 5                                          | 26 марта 2008                              | Вена                                       | Австрия                                    | 1:3                                        | -                                          | Товарищеский матч                          | 60'                                        |
| 6                                          | 31 марта 1980                              | Суботица                                   | Югославия                                  | 1:2                                        | -                                          | Товарищеский матч                          | 75'                                        |
| 7                                          | 04 апреля 1984                             | Стамбул                                    | Турция                                     | 6:0                                        | 2                                          | Товарищеский матч                          | 49′, 68′                                   |
| 8                                          | 11 апреля 1984                             | Секешфехервар                              | Норвегия                                   | 0:0                                        | -                                          | Товарищеский матч                          | 84'                                        |
| 9                                          | 31 мая 1984                                | Будапешт                                   | Испания                                    | 1:1                                        | -                                          | Товарищеский матч                          | 67'                                        |
| 10                                         | 25 августа 1984                            | Будапешт                                   | Швейцария                                  | 3:0                                        | 2                                          | Товарищеский матч                          | 66' 71′, 83′                               |